# Scytodes quinqua
Scytodes quinqua är en spindelart som beskrevs av Lawrence 1927. Scytodes quinqua ingår i släktet Scytodes och familjen spottspindlar.
Artens utbredningsområde är Namibia. Inga underarter finns listade i Catalogue of Life.